# Alkaid
Alkaid (eta Ursae Majoris) is een heldere ster in het sterrenbeeld Grote Beer (Ursa Major).
De ster staat ook bekend als Benetnash, Benetnasch en Elkeid en maakt deel uit van de Pleiadengroep.